# B.Baby
B.Baby, pseudonimo di Salem Barka (Biskopsgården, 8 febbraio 2002), è un rapper svedese.

## Biografia
B.Baby ha debuttato nell'industria discografica con l'EP Traumatiserad (2020), classificatosi al 19º posto nella Sverigetopplistan. Ha poi fatto uscire l'album in studio d'esordio Chase the Baby (2021), disco con cui è arrivato 29º nella classifica svedese.
Nel novembre 2022 viene presentato il suo secondo EP, intitolato En unge. Hjärta (2023) ha segnato la sua prima numero uno nella hit parade svedese. La IFPI Sverige gli ha assegnato due dischi d'oro, uno per Öga oss e l'altro per Talk About It.

## Discografia

### Album in studio
- 2021 – Chase the Baby
- 2025 – Dansa under regn

### EP
- 2020 – Traumatiserad
- 2022 – En unge

### Singoli
- 2020 – Ballin (con Adaam e Buddha Vybez)
- 2020 – Star
- 2020 – Öga oss (feat. Asme)
- 2020 – Different
- 2020 – Gång på gång (con Aden)
- 2020 – Talk About It
- 2021 – Talk About It 2
- 2021 – Hållkäften
- 2021 – Satisfaction (con Yei Gonzalez e Hanna Ferm)
- 2021 – Call Me (con Juice)
- 2021 – En dans (con Adel)
- 2021 – Spicy (con Jazlin)
- 2021 – Ewah
- 2021 – Going Lit (con A36)
- 2021 – Highlife
- 2021 – Cut 'Em Off (feat. Greekazo)
- 2022 – Platsen
- 2022 – Take Me High
- 2022 – Lyssna
- 2022 – Backshots
- 2022 – Slo
- 2022 – Superstar
- 2022 – Var är du
- 2023 – Karma
- 2023 – Toxic
- 2023 – Hjärta
- 2023 – Sydän (con Sexmane)
- 2024 – Move (Ensam)
- 2024 – Growth (con Nino Uptown)
- 2024 – Soulmate
- 2024 – Radarn (con Romanos e Greekazo)
- 2024 – Wild West
- 2024 – Trust Issues (con Dani M)
- 2024 – Umbrella
- 2025 – Tack mitt (x)